# ベルンハルト・ゲッケ
ベルンハルト・ゲッケ（Bernhard Goetzke、1884年6月5日 - 1964年10月7日）はドイツの俳優。ダンツィヒ出身。

## 出演作品
- カラマゾフの兄弟（イヴァン）
- 死滅の谷